# Rinodina interpolata
Rinodina interpolata är en lavart som först beskrevs av Stirt., och fick sitt nu gällande namn av Sheard. Rinodina interpolata ingår i släktet Rinodina och familjen Physciaceae.  Arten är reproducerande i Sverige. Inga underarter finns listade i Catalogue of Life.